# Шльонськ (Вроцлав)
«Шльо́нськ Вро́цлав» (пол. Śląsk Wrocław) — професіональний польський футбольний клуб з міста Вроцлав.

## Історія

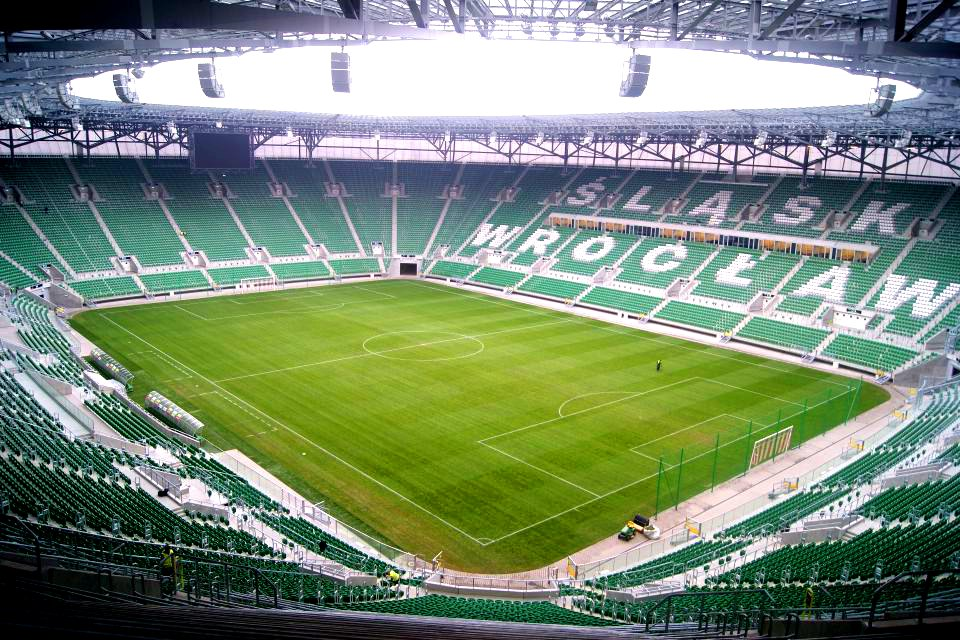
Міський стадіон (Вроцлав)

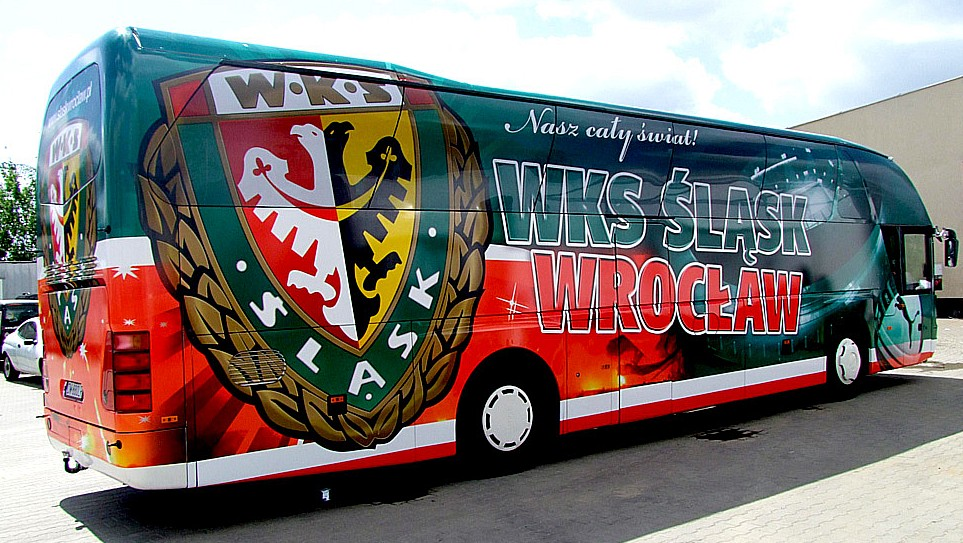
Клубний автобус

Після Другої світової війни у 1946 році з Перемишля до Вроцлава перенесена Офіцерська Школа Саперів. 18 березня 1946 року у школі був організований клуб, який отримав назву «Клуб Спортовий „Піонер“» з секціями футболу, хокею, боксу і веслярства. У сезоні 1946/47 «Піонер» Вроцлав дебютував у дольношльонського класу B, посів перше місце і здобув путівку до класи A. У 1947 році з Кракова до Вроцлава перенесена Офіцерська Школа Піхоти № 1. (Школа була організована у червні 1943 році у Рязані в СРСР і носила назву Дивізійна Школа Підхорунжих, а у 1945 була перенесена до Кракова). У школі був організований «Клуб Спортовий „Підхоронжак“». Дата заснування клубу є невідомою, але точно вже існував у Кракові. У 1947 році клуби «Піонер» і «Підхоронжак» поєдналися. Тому 1947 рік офіційно вважається роком заснування сучасного клубу «Шльонськ» Вроцлав, але так як після поєднання клуб виступав у дольношльонському класі A, до якої виборов путівку «Піонер», то датою заснування клубу мала бути 18 березня 1946 року.
У січні 1951 у результаті реформи (перехід на систему весна-осінь) клуб ОВКС «Вроцлав» опинився у другій лізі, але зайняв останнє 8 місце у одній з 4 груп і опустився у дольношльонський клас A. У 1952 клуб переміг у класі А і грав у перехідних іграх за місце у 2 лізі. Але так як знову відбулася реформа ліг (скорочено з 40 до 14 клубів), то здобуті перемоги не дозволили повернутися до другої ліги. Клуб продовжував до 1956 виступати у третій міжвоєводській лізі. У 1956 клуб з новою назвою ЦВКС «Вроцлав» здобув путівку до другої ліги. У серпні 1957 отримав назву ВКС «Шльонськ» Вроцлав. Шльонськ польською означає назву регіону — Сілезія. Весною 1964 «Шльонськ» перший раз здобув путівку до першої (найвищої) ліги. Після 5 сезонів у сезоні 1968/69 клуб не утримався у першій лізі. 3 роки і клуб у сезоні 1972/73 повертається до першої ліги. Наступив найкращий період в історії клубу. Здобуває медалі і Кубок, бере участь у євротурнірах.
У сезоні 1992/93, після 20 років проведених у першій лізі, понижується у класі. У 1995—1997 і 2000—2002 роках клуб ненадовго повертається, а у 2003—2005 навіть виступає у третій лізі. З 2008 знову розігрує матчі у Екстракласі.

### Назви
- 1947: Піонер Вроцлав (пол. Pionier Wrocław)
- 1949: Легія Вроцлав (пол. Legia Wrocław)
- 1951: Округовий Військовий Клуб Спортовий Вроцлав (пол. Okręgowy Wojskowy Klub Sportowy Wrocław)
- 1955: Центральний Військовий Клуб Спортовий Вроцлав (пол. Centralny Wojskowy Klub Sportowy Wrocław)
- 1957: Військовий Клуб Спортовий Шльонськ Вроцлав (пол. Wojskowy Klub Sportowy Śląsk Wrocław)
- 1997: Вроцлавський Клуб Спортовий Шльонськ Вроцлав Спортова Спілка Акційна (пол. Wrocławski Klub Sportowy Śląsk Wrocław Sportowa Spółka Akcyjna)
- Вроцлавський Клуб Спортовий Шльонськ Вроцлав Спілка Акційна (пол. Wrocławski Klub Sportowy Śląsk Wrocław Spółka Akcyjna)

## Склад команди
Станом на 29 червня 2025
| №  | Поз. | Нац.       | Гравець            |
| -- | ---- | ---------- | ------------------ |
| 1  | ВР   | Польща     | Томаш Лоска        |
| 2  | ЗХ   | Польща     | Александер Палушек |
| 3  | ЗХ   | Польща     | Серафін Шота       |
| 5  | ЗХ   | Болгарія   | Алекс Петков       |
| 6  | ЗХ   | Польща     | Лукаш Герстенстайн |
| 7  | ПЗ   | Польща     | Пйотр Самєц-Талар  |
| 8  | ПЗ   | Іспанія    | Хосе Посо          |
| 9  | НП   | Палестина  | Ассад Аль-Хамлаві  |
| 10 | НП   | Польща     | Якуб Швєрчок       |
| 11 | НП   | Польща     | Себастьян Мусіолік |
| 12 | ВР   | Польща     | Рафал Лещинський   |
| 13 | ЗХ   | Польща     | Кшиштоф Куровський |
| 16 | ПЗ   | Словаччина | Петер Покорний     |
| 17 | ПЗ   | Чехія      | Петр Шварц         |

| №  | Поз. | Нац.      | Гравець                            |
| -- | ---- | --------- | ---------------------------------- |
| 18 | ПЗ   | Німеччина | Сімон Шнєрак                       |
| 19 | ПЗ   | Іспанія   | Арнау Ортіс                        |
| 21 | ПЗ   | Румунія   | Тудор Белуце                       |
| 22 | ПЗ   | Польща    | Матеуш Жуковський                  |
| 23 | НП   | Болгарія  | Сильвестер Яспер                   |
| 24 | ПЗ   | Україна   | Єгор Шарабура                      |
| 25 | НП   | Норвегія  | Генрік Удал (в оренді з «Гам-Кам») |
| 26 | ПЗ   | Туреччина | Бурак Інче                         |
| 28 | ЗХ   | Іспанія   | Марк Ллінарес                      |
| 29 | ПЗ   | Польща    | Якуб Єзерський                     |
| 30 | ВР   | Польща    | Бартош Глоговський                 |
| 33 | ЗХ   | Україна   | Єгор Маценко                       |
| 77 | ПЗ   | Польща    | Марцин Цебуля                      |
| 78 | ЗХ   | Польща    | Томмасо Герсіо                     |

## Стосунки з Україною
Згідно твердження речника Шльонська Єнджея Рибака, зробленого у жовтні 2022, клуб двічі жертвував кошти від продажу квитків для допомоги Україні під час війни з Росією і надавав іншу волонтерську допомогу українцям. Разом з тим, у секторі вболівальників «Шльонська» мали місце антиукраїнські акції: 3 жовтня 2022 під час матчу проти «Варти» було вивішено банер «Стоп українізації Польщі», а 26 лютого 2023 під час матчу проти «Лєха» було вивішено банер «Це не наша війна» (стосовно допомоги Польщі Україні у її війні з Росією) з перекресленим Тризубом після надпису.

## Титули та досягнення
- Чемпіон Польщі:
  - чемпіон (2): 1977, 2012
  - срібний призер (4): 1978, 1982, 2011, 2024
  - бронзовий призер (2): 1975, 1980
- Кубок Польщі:
  - володар (2): 1976, 1987
- Кубок Екстракляси:
  - володар (1): 2009
- Суперкубок Польщі:
  - володар (2): 1987, 2012

Участь у євротурнірах:
- Кубок Чемпіонів УЄФА:
  - 3 раунд: 2012/2013
- Кубок Чемпіонів УЄФА:
  - 1 раунд: 1977/78
- Кубок володарів кубків УЄФА:
  - 1/4 фіналу: 1976/77
  - 1 раунд: 1987/88
- [[Файл:|16px]] Кубок УЄФА:
  - 1/8 фіналу: 1975/76
  - 2 раунд: 1982/83
  - 1 раунд: 1978/79, 1981/82

## Виступи в єврокубках
Результати Шльонська завжди показані першими
| Сезон   | Змагання                     | Раунд | Суперник               | Вдома       | На виїзді | В сукупності |
| ------- | ---------------------------- | ----- | ---------------------- | ----------- | --------- | ------------ |
| 1975–76 | Кубок УЄФА                   | 1Р    | ГАІС                   | 4–2         | 1–2       | 5–4          |
| 1975–76 | Кубок УЄФА                   | 2Р    | Антверпен              | 1–1         | 2–1       | 3–2          |
| 1975–76 | Кубок УЄФА                   | 3Р    | Ліверпуль              | 1–2         | 0–3       | 1–5          |
| 1976–77 | Кубок володарів кубків       | 1Р    | Флоріана               | 2–0         | 4–1       | 6–1          |
| 1976–77 | Кубок володарів кубків       | 2Р    | Богеміан               | 3–0         | 1–0       | 4–0          |
| 1976–77 | Кубок володарів кубків       | 1/4   | Наполі                 | 0–0         | 0–2       | 0–2          |
| 1977–78 | Кубок Європейських чемпіонів | 1Р    | Левскі-Спартак         | 2–2         | 0–3       | 2–5          |
| 1978–79 | Кубок УЄФА                   | 1Р    | Пезопорікос            | 5–1         | 2–2       | 7–3          |
| 1978–79 | Кубок УЄФА                   | 2Р    | Вестманнаейя           | 2–1         | 2–0       | 4–1          |
| 1978–79 | Кубок УЄФА                   | 3Р    | Боруссія Менхенгладбах | 2–4         | 1–1       | 3–5          |
| 1980–81 | Кубок УЄФА                   | 1Р    | Данді Юнайтед          | 0–0         | 2–7       | 2–7          |
| 1982–83 | Кубок УЄФА                   | 1Р    | Динамо Москва          | 2–2         | 1–0       | 3–2          |
| 1982–83 | Кубок УЄФА                   | 2Р    | Серветт                | 0–2         | 1–5       | 1–7          |
| 1987–88 | Кубок володарів кубків       | 1Р    | Реал Сосьєдад          | 0–2         | 0–0       | 0–2          |
| 2011–12 | Ліга Європи                  | 2КР   | Данді Юнайтед          | 1–0         | 2–3       | 3–3 (г)      |
| 2011–12 | Ліга Європи                  | 3КР   | Локомотив Софія        | 0–0 (4–3 п) | 0–0       | 0–0          |
| 2011–12 | Ліга Європи                  | ПО    | Рапід Бухарест         | 1–3         | 1–1       | 2–4          |
| 2012–13 | Ліга чемпіонів               | 2КР   | Будучност Подгориця    | 0–1         | 2–0       | 2–1          |
| 2012–13 | Ліга чемпіонів               | 3КР   | Гельсінборг            | 0–3         | 1–3       | 1–6          |
| 2012–13 | Ліга Європи                  | ПО    | Ганновер 96            | 3–5         | 1–5       | 4–10         |
| 2013–14 | Ліга Європи                  | 2КР   | Рудар Плєвля           | 4–0         | 2–2       | 6–2          |
| 2013–14 | Ліга Європи                  | 3КР   | Брюгге                 | 1–0         | 3–3       | 4–3          |
| 2013–14 | Ліга Європи                  | ПО    | Севілья                | 0–5         | 1–4       | 1–9          |
| 2015–16 | Ліга Європи                  | 1КР   | Цельє                  | 3–1         | 1–0       | 4–1          |
| 2015–16 | Ліга Європи                  | 2КР   | Гетеборг               | 0–0         | 0–2       | 0–2          |
| 2021—22 | Ліга конференцій             | 1КР   | Пайде                  | 2–0         | 2–1       | 4–1          |
| 2021—22 | Ліга конференцій             | 2КР   | Арарат                 | 3–3         | 4–2       | 7–5          |
| 2021—22 | Ліга конференцій             | 3КР   | Хапоель Беер-Шева      | 2–1         | 0–4       | 2–5          |

Примітки
- 1Р: Перший раунд
- 2Р: Другий раунд
- 3Р: Третій раунд
- 1КР: Перший кваліфікаційний раунд
- 2КР: Другий кваліфікаційний раунд
- 3КР: Третій кваліфікаційний раунд
- ПО: Раунд плей-оф
- 1/4: Чвертьфінал

## Галерея

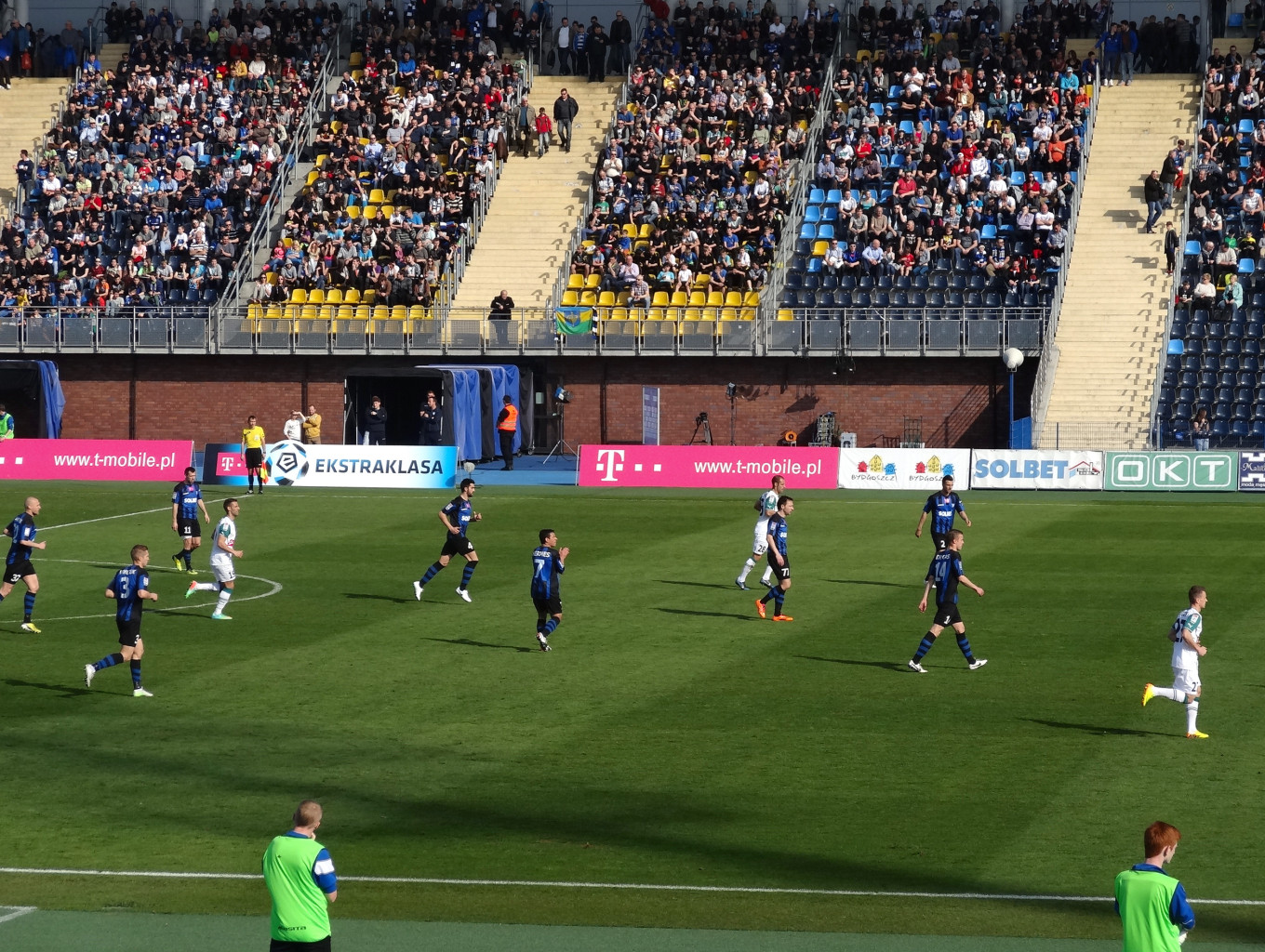
Матч між Завіша із Бидгоща i Шльонськом в сезоні 2013/2014, 30 березня 2014 року
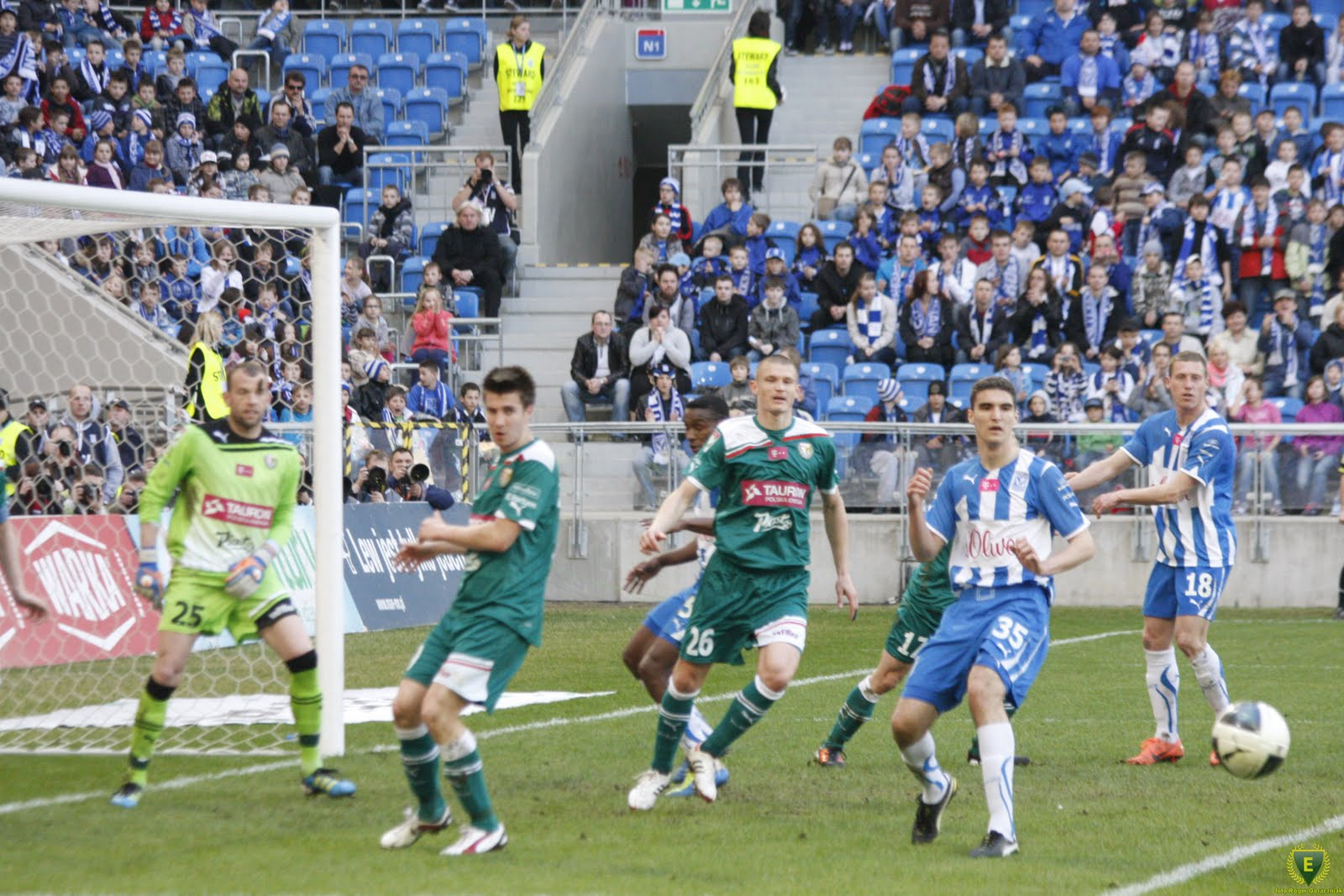
Матч 25 березня 2012 із Лехом з Познані